# La compagnia
La compagnia è una canzone scritta da Mogol e Carlo Donida per Marisa Sannia nel 1969; dopo di lei venne interpretata da Lucio Battisti nel 1976 e incisa dal gruppo pop del Coro degli Angeli nel 1982, dai Tazenda nel 1994, da Mina nel 1988 e da Vasco Rossi nel 2007. Fu cantata in TV anche da Loredana Bertè, ma mai incisa.

## Il brano
Il brano racconta il "giorno dopo" della fine di un amore. Il protagonista esce di casa "senza meta" fino a che non è attratto da una musica all'interno di un bar. Qui si scorderà, almeno per un po', del suo amore perduto.
Fu il primo 45 giri di Marisa Sannia per la CGD, dopo le incisioni realizzate per la Fonit Cetra.

## Cover

### Lucio Battisti

Lucio Battisti al Festival di Sanremo 1969

La canzone ebbe già successo nella versione della cantante sarda, ma venne poi riscoperta nel 1976 per via dell'interpretazione di Lucio Battisti, che la incluse nell'album Lucio Battisti, la batteria, il contrabbasso, eccetera, rallentandone notevolmente la ritmica e l'arrangiamento generale del brano.
Di questo brano venne realizzato un videoclip, realizzato da Ruggero Miti insieme a quello per il brano Ancora tu, che raffigura Battisti mentre va in bicicletta su dei prati e ripara una ruota forata. Il videoclip ad oggi (2022) è inedito e non è mai stato trasmesso in televisione.

### Coro degli Angeli
Nel 1982 il gruppo sardo Coro degli Angeli ne incide una versione nel suo album Canzoni Di Mogol-Battisti (nonostante la canzone sia scritta da Donida e non da Battisti). L'arrangiamento è curato da Celso Valli e la produzione da Gianni Morandi

### Mina
Nel 1988 Mina incide la canzone in Ridi pagliaccio.

### Tazenda
Nel 1994 i Tazenda incidono la canzone per l'album antologico Innocenti evasioni 2.

### Vasco Rossi
Nel 2007 Vasco Rossi l'ha riportata al successo inserendola nel suo mini cd Vasco Extended Play. Vasco aveva anticipato l'interpretazione di questa canzone durante lo Speciale TG1 Vasco - Da Sanremo a Los Angeles, andato in onda il 29 aprile 2007. La nuova versione de La compagnia è stata registrata nel mese di febbraio dello stesso anno a Los Angeles e vede alle chitarre Michael Landau e Stef Burns e alla batteria Vinnie Colaiuta.
(Vasco Rossi, 2007)